# Homorthodes brunneosuffusa
Homorthodes brunneosuffusa là một loài bướm đêm trong họ Noctuidae.